# Отроженские мосты
Отроженские мосты пролегают железнодорожные пути, соединяющие Центральный и Железнодорожный районы Воронежа, разделённые Воронежским водохранилищем. Помимо путей, по мостам пролегает пешеходная дорожка. Протяжённость Западного Отроженского моста составляет 150 метров, Восточного Отроженского моста — 120 метров. Между ними находится Отроженский остров.

## История

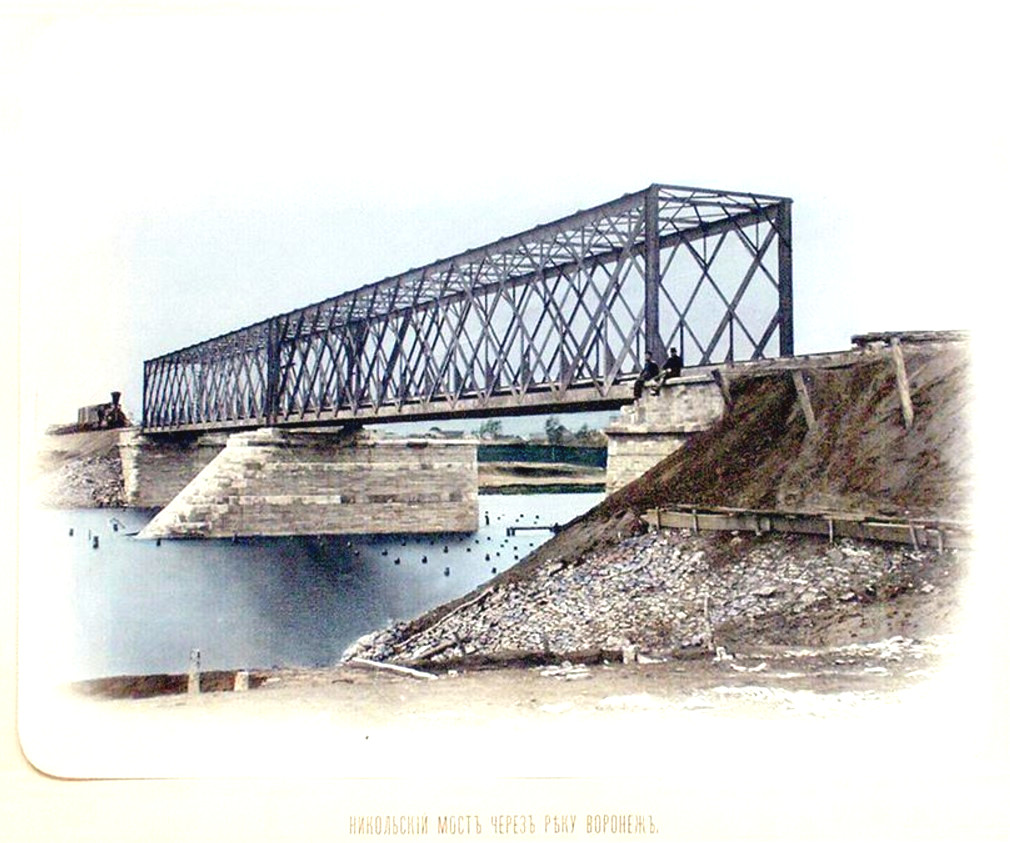
Восточный Отроженский (Никольский) мост через реку Воронеж, 1867-1868.

Они появились ещё во времена Российской Империи. Во время Великой Отечественной войны сооружения ежедневно подвергались авианалётам и артобстрелам, несмотря на это работоспособность железной дороги удалось сохранить. По ним совершалась эвакуация гражданского населения и военной техники. До полной замены всех железнодорожных конструкций на рубеже 1990-х и 2000-х на фермах и перекрытиях можно было найти следы осколочных и пулевых повреждений.

## Железнодорожное сообщение
По мостами курсируют грузовые и пригородные поезда до станций Воронеж-1, Липецк, Лиски, Россошь, Грязи-Воронежские, Усмань, Графская, Рамонь, платформа Плехановская, Колодезная и Копанище, а также поезда дальнего следования до станций Москва-Казанская, Москва-Павелецкая, Москва-Киевская, Воронеж-1, Санкт-Петербург - Главный, Адлер, Сухум, Симферополь-Пассажирский, Нижний Новгород-Московский, Грозный, Новороссийск, Назрань, Новосибирск-Главный, Кисловодск, Имеритинский курорт, Тамбов-1, Белгород, Смоленск-Центральный, Нальчик, Калиниград-Пассажирский, Анапа и Архангельск-Город.